# 阿洛山

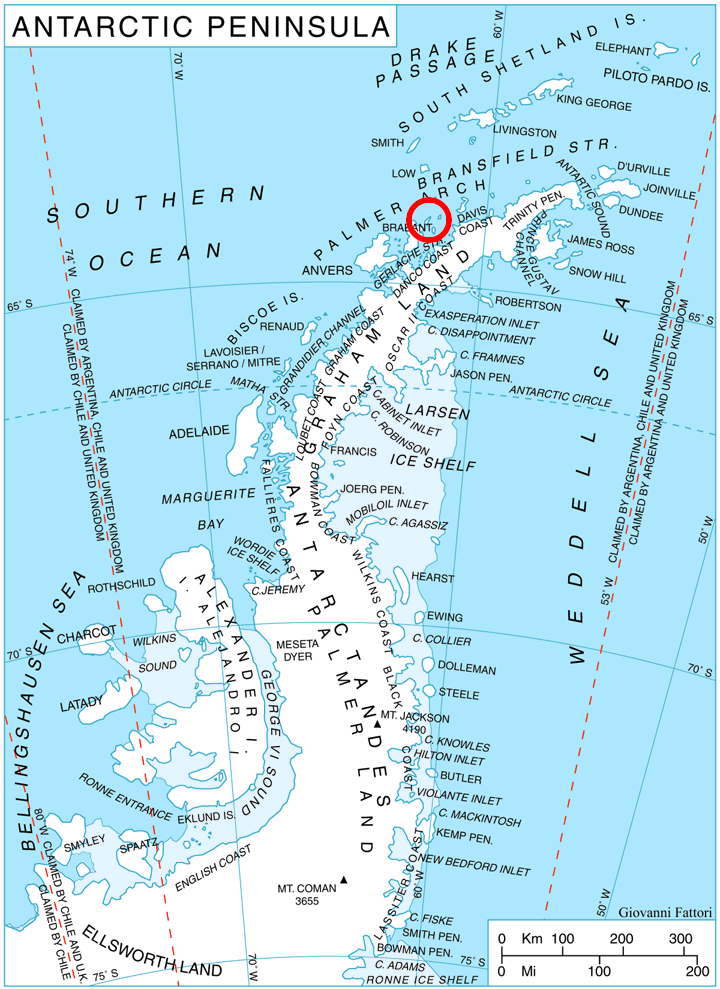

阿洛山（英語：Mount Allo）是南極洲的山峰，位於帕默群島的列日島東北端，處於克蘭半島，海拔高度285米，由比利時探險隊發現，現時由南極條約體系管理。